# قائمة الأفلام التي اعتبرت الأفضل
في حين لا يوجد اتفاق عام على ما هو أعظم فيلم، فإن العديد من المنظمات والمنشورات حاولت تحديد ماهية  الأفلام التي تعد الأفضل. وقد ورد ذكر كل فيلم مذكور هنا في مسح إحصائي بارز، سواء كان استطلاع الرأي شعبيا، أو استطلاع الرأي بين النقاد السينمائيين. تركز الكثير من هذه المصادر على الأفلام الأمريكية أو كانت استطلاعات الرأي تجرى بين رواد السينما الناطقين بالإنجليزية ولكن هؤلاء الذين يعتبرونها الأفضل داخل كل منهم كما شملت القائمة البلدان هنا. تعتبر العديد من الأفلام على نطاق واسع بين أفضل الأفلام من أي وقت مضى، سواء كانت تظهر في رقم 1 على كل قائمة أم لا. على سبيل المثال، فإن الكثيرين يعتقدون أن أورسون ويلز  المواطن كين
هو أفضل فيلم من أي وقت مضى، ويبدو كما # 1 على قائمة أفضل أفلام AFI، في حين أن الخلاص من شاوشانك هو رقم # 1 على قاعدة بيانات الأفلام على الإنترنت أعلى 250، في حين  حرب النجوم الجزء الخامس: الإمبراطورية تعيد الضربات  هو # رقم 1 على قائمة مجلة الإمبراطورية أعلى قائمة 301.
ينبغي النظر إلى أن أي من الاستطلاعات التي أنتجت هذه الاستشهادات ينبغى النظر إليها كإجراء علمي يستند إلى جماهير مشاهدة الفيلم. كل ذلك قد يعاني من آثار الإحصاءات التي تستند على أساس تزوير الإقتراع أو انحراف ال تركيبة سكانية أو الإنترنت - جمهور المشاركين غير معروف اختاروها بأنفسهم. منهجية بعض الدراسات قد يكون مشكوكا فيها. في بعض الأحيان (كما في حالة معهد الفيلم الأمريكي) الذي يطلب من الناخبين اختيار الأفلام من قائمة محدودة من الإدخالات.

## استطلاعات الرأي من النقاد والسينمائيين

### استطلاعالبصر والصوت
كل عقد من الزمان، مجلة السينما البريطانية  البصر والصوت  تسأل مجموعة دولية من خبراء السينما في التصويت لأكبر فيلم على الإطلاق. لقد حان أن تعد الجائزة من كون  البصر والصوت  ينظر اليها على انها واحدة من أهم قوائم الأفلام «أكبر من أي وقت مضى». الناقد السينمائي الأمريكي روجر إيبرت وصف ذلك بأنه «حتى الآن الأكثر احتراما من صناديق الاقتراع إن عددا من الأفلام العظيمة لاتعد ولا تحصى من من مشاهدى الشعب للفيلم أخطر واحدة فقط تأخذ على محمل الجد.»
- المواطن كين  (1941) التي كتبها أورسون ويلز كان قد صوت له رقم # 1 في  البصر والصوت " في خمسة استطلاعات للنقاد من 1962-2002.[2] إن استطلاعا مستقلا  للبصر والصوت  من مخرجين معتبرين، الذي عقد لأول مرة في عام 1992، حيث وضع  المواطن كين  في أعلى تقدير في 1992 و 2002.[2]
- سارق الدراجة (فيلم)  (1948) التي كتبها فيتوريو دي سيكا تصدرت «إستطلاع» النقاد الأول «البصر والصوت»، في عام 1952. وجاء ذلك أيضا # السابع في عام 1962 والسادس في عام 2002.[2] وجاء ذلك أيضا # 10 في استطلاع المخرجين عام 2012 [3]
- قصة طوكيو  (1953) التي كتبها ياسوجيرو أوزو تصدرت «استطلاع» المخرجين«البصر والصوت» في عام 2012، حيث تصدرت وأزاحت  المواطن كين .[3]  قصة طوكيو " ظهرت في استطلاع النقاد  البصر والصوت  في المركز الثالث في عام 1992، والخامسة في عام 2002، والثالثة في2012.[4]
- الدوار  (1958) التي كتبها ألفريد هيتشكوك «استطلاع» النقاد«البصر والصوت» في عام 2012، مزيجة المواطن كين .[3] وجاء ذلك أيضا الترتيب #السابع في عام 1982، # والرابع في عام 1992، ورقم 2 في عام 2002.[2] في إستطلاع المخرجين، جاء # 6 في 1992 و 2002,[2] والترتيب #7 في 2012.[3]
- لا Règle دو جو (قواعد اللعبة)  (1939) التي كتبها جان رينوار هو الفيلم الوحيد الذي ظهر في كل واحد من  البصر والصوت  استطلاعات النقاد؛ كان الاقتراع الوحيد التي جرى في أستطلاعات المخرجون رقم 9 في عام 2002.

للحصول على القائمة الكاملة التي نشرت في عام 2012، انظر أفضل 50 من أفلام قائمة البصر والصوت في كل الأوقات.

### استطلاع معرض بروكسل الدولي
تم تنظم معرض بروكسل الدولي، في عام 1958، وأسهمت هذه المناسبة في تنظيم الآلاف من النقاد والمخرجين من جميع أنحاء العالم، في أول استطلاع فيلم عالمي في التاريخ. وكانت هذه الأفلام المختارة حيث إجتازت الاختبارات الفنية المطلوبة:
| مرتبة | فيلم                                                   | المخرج            | العام            |
| ----- | ------------------------------------------------------ | ----------------- | ---------------- |
| 1     | Броненосец Потёмкин (المدمرة بوتمكين)                  | سيرجي آيزنشتاين   | 1925 [لغات أخرى]‏ |
| 2     | حمى الذهب (فيلم)                                       | تشارلي تشابلن     | 1925             |
| 3     | Ladri دي biciclette (سارق الدراجة (فيلم))              | فيتوريو دي سيكا   | 1948             |
| 4     | La Passion de Jeanne d'Arc (آلام جان دارك)             | كارل تيودور دراير | 1928             |
| 5     | الوهم الكبير (فيلم) La Grande Illusion (الوهم الكبير)  | جان رينوار        | 1937 [لغات أخرى]‏ |
| 6     | الجشع                                                  | إريك فون شتورهايم | 1924 [لغات أخرى]‏ |
| 7     | التعصب: النضال والحب وعبر العصور                       | د. دبليو جريفيث   | 1916 [لغات أخرى]‏ |
| 8     | Мать (الأم)                                            | فسيفولود بيدوفكين | 1926             |
| 9     | المواطن كين                                            | أورسون ويلز       | 1941             |
| 10    | المواطن كين                                            | أورسون ويلز       | 1941             |
| 11    | دير لاتست مان (الضحكة الأخيرة)                         | إف .دبليو. مورنو  | 1924             |
| 12    | Das Cabinet des Dr. Caligari (كابينة الدكتور كاليجاري) | روبرت وين         | 1920 [لغات أخرى]‏ |

## استطلاعات الجمهور
- كازابلانكا  (1942) وحصل على لقب أفضل فيلم من قبل قراء  لوس انجليس ديلي نيوز  في عام 1997.[10] ويعتبر أيضا أنه «أفضل فيلم على الإطلاق في هوليوود» من قبل دليل السينما لذى النفوذ  ليونارد ملتين .[11] في 7 أبريل 2006، أعلنت نقابة الكتاب الأمريكية  كازابلاتكا' أفضل سيناريو كتب على الإطلاق.[12]
- اختير الفيلم ذهب مع الريح  (1939) فيلم الأميركيين المفضل في استطلاع للرأي الذي تقوم بها هاريس التفاعلية في عام 2008، ومرة أخرى في متابعة استطلاع - في عام 2014. وفي كلتا الحالتين  حرب النجوم  في المرتبة في المركز الثاني.[13][14]  ذهب مع الريح  واختير أيضا كأفضل فيلم لأفضل الفيلم: أعظم الأفلام في زماننا.[15]
- هيمالا  ( معجزة ) (1982) التي كتبها إسماعيل برنال فاز بجوائز شاشة اختيار المشاهدين 2008 سى إن إن آسيا والمحيط الهادئ بأنها «أفضل فيلم في آسيا والمحيط الهادئ في كل العصور» (صوت آلاف من مشجعي الأفلام في جميع أنحاء العالم.[16][17][18][19]
- رفع الفانوس الأحمر  (1991) اختير أفضل فيلم آسيوى في استطلاع آخر لرأي الجمهور أجرته  MovieMail  في عام 2000. وتلاه  الثلاثية آبو  (1955-1959) في المركز الثاني.[20]
- تم التصويت على فيلم  قائمة شندلر  (1993) كأفضل فيلم من أي وقت مضى من قبل مجلة السينما الألمانية  السينما .[21]
- تم التصويت على فيلم الساموراي السبعة  (1954) رقم 1 في استطلاع للجمهور الذي أجرته  MovieMail  في عام 2000. وتلاه  الرجل الثالث (فيلم)  (1949) في المركز الثاني.[20]
- حرب النجوم  (1977)، وتتمته  الامبراطورية تضرب مرة ثانية  (1980) والتي اختيرت لتكون أعظم الأفلام من قبل قراء مجلة الإمبراطورية  في نوفمبر 2001، وقبل الناخبين في استطلاع للرأي قناة 4 (فيلم 4).[22]  حرب النجوم  هو أيضا أفلام الخيال العلمى صاحبة أعلى مرتبة في كلا الإصدارين من معهد الفيلم الأمريكي قائمة أعظم 100 فيلم في كل العصور (المرتبة رقم 15 في القائمة الأصلية، ورقم 13 في قائمة محدثة).  الامبراطورية تضرب مرة ثانية  كان قد صوت له برقم # 1 في قائمة كل الأفلام أفضل 100 فيلم في كل الأوقات،[23] ورقم # 1 في قائمة 2006 الإمبراطورية «لأعظم الأفلام الخاصة على الإطلاق».[24] هو رقم # 1 في تصنيف عناوين أفلام الخيال العلمي في قاعدة بيانات الأفلام على الإنترنت.[25]
- العراب (فيلم)  (1972) كان قد صوت له برفم # 1 لدى قراء  مجلة انترتينمنت ويكلي ' [26] وصوت له برقم # 1 في "استطلاع القراء  'تايم آوت في عام 1998.[27] وقد تم التصويت على الفيلم أيضا بصفته "أعظم فيلم في كل العصور" في سبتمبر 2008 من قبل 10000 من قراء مجلة  الإمبراطورية، 150 شخصا من مهنة صناعة السينما و50 من نقاد السينما.[28] 'تم اختيار العراب (فيلم)  كأفضل فيلم من أفلام العصابات في أي وقت مضى من قبل معهد الفيلم الأمريكي بترتيب 10 من أعلى 10.[29] In 2014, هوليوود ريبورتر  أجرت استطلاعا للصناعة عن طريق إرسال الاقتراع إلى كل بيت الاستوديو، وكالة، وشركة الدعاية والإنتاج في منطقة هوليوود. 'Hugn' العراب  كان صوت أعلى فيلم من قبل 2120 من أعضاء الصناعة.[30] هذا هو الفيلم أعلى تصنيف في ميتاكريتيك تتصدر قائمة 100 من أفضل أفلام الدراما في الطماطم الفاسدة،[31] وتم اختياره كأعظم فيلم من أفلام الجريمة من أصل 25 فيلما عن طريق الموقع الإلكتروني آي جي إن في عام 2011.[32] وتتمة لهذا، فقد تم التصويت  العراب الجزء الثاني ، (1974) كأفضل فيلم في أي وقت مضى من قبل قراء  تى في جايد  [33] in 1998.
- سيد الخواتم (2001-2003) كان قد تم التصويت له كالفيلم الأكثر شعبية في كل العصور التي أقرها استطلاع للجمهور للدورة الاستثنائية للتلفزيون الأسترالي  فيلمى المفضل  واستطلاع أدلى به 120000 من الناخبين للتلفزيون الألمانى Die besten Filme aller Zeiten (الألمانية "The best films of all time").[34] أول فيلم لها،  سيد الخواتم: رفقة الخاتم  (2001)، وكان اختيار القراء في استطلاع أجرته "مجلة 'الإمبراطورية' 'في نوفمبر2004.[35]
- الخلاص من شاوشانك  (1994) واختير أفضل فيلم لكن لم يحصل على جائزة الأوسكار في استطلاع راديو تايمز عام 2004، ومرة أخرى في عام 2008.[36] يأتي الفيلم في المرتبة رقم 1 على قائمة FilmCrave.com لأفضل 100 فيلم [37] ويحتل المركز الأول على قاعدة بيانات الأفلام على الإنترنت لقائمة أعظم 250 فيلما. انها تحمل درجة عالية من التقييم حوالى 91٪ في الطماطم الفاسدة داخل مجتمع المشاهدين.[38]

## مواضيع أو وسائل إعلام معينة

### أفلام الحركة
- الساموراي السبعة  (1954) هو أعلى فيلم تم تقييمه في الطماطم الفاسدة وفقا لأعلى عدد من الأصوات التي تم سردها باعتباره من أفلام الحركة (نوع) على الموقع.[39]
- قبضة الغضب  (1972),[40] دخول التنين (فيلم) (1973),[41]  خمسة سموم قاتلة  (1978),[42]  الدائرة 36 من شاولين  (1978),[43] الجزار الأعظم  (1979]] (1979)[44] و المعلم السكير الثانى  (1994)[45][46] وكثيرا ما استشهد بها كأفضل أعمال أفلام فنون الدفاع عن النفس. كانوا جميعا من الأفلام المذكورة أعلاه إنتاجات هونغ كونغ.
- وكثيرا ما استشهد بها كأفضل أعمال أفلام فنون الدفاع عن النفس. كانوا جميعا من الأفلام المذكورة أعلاه إنتاج هونغ كونغ.
- سارقو التابوت الضائع (فيلم)  (1981) اختير كأفضل فيلم حركة أفضل فيلم: أعظم الأفلام في وقتنا.[47] مواقع مثل موفى فون[48] وآى جى إن [49] قيما الفيلم بالترتيب رقم # 1 كأعظم أفلام الحركة والاثارة في كل العصور.
- المبيد (فيلم)  (1984)[39][50] جنبا إلى جنب مع تتمته  المبيد (فيلم) رقم 2: ويوم الحساب (1991),[51]  الغرباء  (1986),[39][49][52] و الماتريكس (فيلم)  (1999) [48] وغالبا ما تكون الأكثر تقييما والأكثر إيجابية من حيث المشاهدة لأفلام الحركة المميزة لسينما الخيال العلمي.[53]
- ماكس المجنون 2 (1981)، المعروف أيضا باسم محارب على الطريق، وزعم أن يكون أعظم فيلم حركة على الإطلاق في استطلاع أجرته مجلة رولينج ستون.[54]
- موت قاسي  (1988) تم تصنيفه في كثير من الأحيان كأعظم فيلم حركة وإثارة في كل العصور. كما ينظر إليه على انه يمثل علامة فارقة في تاريخ أفلام الحركة

### أفلام الرسوم المتحركة
- سنو وايت والأقزام السبعة  (1937) التي كتبها والت ديزني اختيرت كأفضل فيلم أمريكى للرسوم المتحركة على الإطلاق في كل الأزمان من قبل معهد الفيلم الأمريكي أثناء هم 10 الأعلى 10 في عام 2008.[29]
- بينوكيو  (1940) فيلم من إنتاج والت ديزني احتل المرتبة رقم 1 لأعظم فيلم للرسوم المتحركة بواسطة مجلة  تايم في عام 2011.[55]
- في تاريخ الأفلام الروسية متحركة  قنفذ في الضباب  (1975) و حكاية من الحكايات  (1979) من خلال يوري نوريشتاين تم التصويت على أنها أفضل أفلام الرسوم المتحركة في أي وقت في مهرجانات معينة.[56]
- ناوسيكا أميرة وادي الرياح (1984) by هاياو ميازاكي، استنادا إلى إنتاجه مانغا 1982 الذي يحمل نفس الاسم، وكان الفيلم أعلى مرتبة في استطلاع الجمهور لأفضل فيلم أنيمي / سلسلة أجرته وكالة للشؤون الثقافية اليابانية في عام 2007.[57]
- جاري توتورو (1988) من خلال ميازاكي كان حيث أعطيت المرتبة رقم 1 في تايم آوت (مجلة)تايم آوت  قائمة أكبر 50 من أعظم أفلام الرسوم المتحركة.[58]
- فيلم أكيرا  (1988) الذي كتبه كاتسوهيرو أوتومو ويعتبر أعظم فيلم من الأفلام الأنيمى من أي وقت مضى على رأس قوائم 10 من الأفلام الأنيمى في موفى كريكيت[59] وسكرين حانكس.[60]
- قبر اليراعات  (1988) التي كتبها ايساو تاكاهاتا وقد تصدرت قائمة أفضل الأفلام الأنيمى في الطماطم الفاسدة،[4] وهي أعلى أفلام الرسوم المتحركة رتبة في مجلة  تايم آوت  قائمة "50 من أعظم أفلام الحرب العالمية الثانية في المجلة"[61] وقائمة مجلة  إمباير  كأفضل 10 أفلام محبطة".[62]
- من ورط الأرنب روجر  (1988) هو الأكثر تصنيفا من أفلام الحركة مع الرسوم المتحركة المختلطة على الفيلم إجمالا في موقع الطماطم الفاسد، وسجل 98٪ في تصنيف ما يقرب من الكمال.[63] واحتل الفيلم أيضا مكانه بين أفضل الأفلام الهجين من الرسوم المتحركة / أفلام الحركة التي نظمتها  مجلة انترتينمنت ويكلي  في عام 2011.[64]
- الجميلة والوحش  (1991) هو رقم #1 في آى جى إن في قائمة أعلى 25 من أفلام الرسوم المتحركة في جميع الأوقات في عام 2010.[65]
- الأسد الملك  (1994) اختير كأفضل فيلم للرسوم المتحركة من قائمة أعظم الأفلام في وقتنا  في عام 2011.[66]
- حكاية لعبة  (1995) صوت لها برفم #1 كأعلى 100 من أفلام الرسوم المتحركة المتميزة في كل العصور من قبل جمعية نقاد الفيلم على الإنترنت (القائمة المنشورة مارس 2003.[67] الفيلم كان قد صنف أيضا كأعظم فيلم للرسوم المتحركة بواسطة موفى فون [68] و الكل فيلم .[69]
- حكاية لعبة 2  (1999) قد تصدرت استطلاع الطماطم الفاسدة كأفضل 50 من أفلام الرسوم المتحركة في أي وقت مضى.[70] وقد تصدرت أيضا رقم #1 على قائمة أفضل أفلام أطفال،[71] وهي رقم #1 على قائمة المشاهدة لأفضل أفلام الرسوم المتحركة.[72] الأصلي وتتمة حيث أحرز الكمال 100٪ درجة في الطماطم الفاسدة.[73][74]

### أفلام الجريمة / العصابات
انظر أيضا  العراب في الأفلام المشهودة في استطلاعات الجمهور. القسم أعلاه 
- الحي الصيني.  (1974) حصل على جائزة أفضل أفلام الجريمة في كل العصور من جريدة الجارديان [75]
- خيال رخيص  (1994) فاز بمرتبة أعظم فيلم في ال 25 سنة الماضية (1983-2008) من خلال  مجلة انترتينمنت ويكلي .[76]

### أفلام الكوارث
وقد تم التصويت على مغامرة بوسيدون في مغامرة بوسيدون (1972 فيلم)' '(1972) كأفضل فيلم كوارث في استطلاع للرأي بتكليف من المتحدة للسينما الدولية في مايو 2004 *.

### الأفلام الوثائقية
- رجل مع كاميرا السينما  (1929) فد تم التصويت له كأعظم وثائقي في أي وقت مضى من قبل 200 من القيمين والنقاد و 100 من صناع السينما، وكثير منهم من المتخصصين الوثائقيين، في استطلاع للرأي نظمته البصر و الصوت غام 2014.[17] بل هو أيضا أعلى وثائقي وضع في قائمة أفضل 50 من الأفلام في كل الأوقات في البصر والصوت.
- البولينج للكولومبين  (2002)، من مايكل مور حيث يعد الوثائقي المثير للجدل المتعلق بالسيطرة على السلاح وثقافة الخوف في الولايات المتحدة، وكان على رأس قائمة 20 من قائمة الأفلام المفضلة غير الخيالية في كل الأوقات التي اختارها أعضاء الرابطة الدولية للوثائقيين (IDA).[37][78]*  جراى حدائق  (1975)، الإخوان Maysles ' وثائقي عن السيدة الأولى السابقة جاكلين كينيدي وهي عمة غريبة الأطوار وابنة عم إديث بوفييه بيل وإديث بوفييه يوينغ بيل، كان في المرتبة باعتباره واحدا من أعظم الأفلام الوثائقية على الإطلاق من قبل رابطة الوثائقية الدولية.[79] The film holds an 89% Fresh rating on الطماطم الفاسدة.[80]
- وقد تم التصويت على سلسلة  إلى أعلى  (1964-)، وهي أعظم أفلام وثائقية من أي وقت مضى في قناة 4 استطلاع حول أعظم 50 أفلام وثائقية في عام 2005.[81]
- The Last Waltz (1978) is considered one of the greatest concert documentaries ever created, and has been deemed as such by Total Film,[82] Michael Worthington of the شيكاغو تريبيون,[83] and by Rotten Tomatoes, where it holds a 97% favorable rating.[84]

### الأفلام الملحمية
- الساموراي السبعة (1954) was the highest-ranking فيلم ملحمي in the 1982 المشهد والصوت critics' poll.[2]
- لورنس العرب (1962) was voted best epic by readers of Total Film in May 2004. It was selected as the best epic movie ever by the معهد الفيلم الأمريكي during their 10 Top 10.[29]

### أفلام الخيال
- ساحر أوز (فيلم 1939) (1939) was selected as the best American fantasy movie ever by the معهد الفيلم الأمريكي during their 10 Top 10.[29]
- المخطوفة (2001) is the highest-ranking animated film on "The 25 best sci-fi and fantasy films of all time" list published by الغارديان, and the second highest-ranking fantasy film on the list after The Wizard of Oz.[17]
- سيد الخواتم: عودة الملك (2003) It is the only film in the genre to win the جائزة الأوسكار لأفضل فيلم. It also won 11 جائزة الأوسكار، the highest number of any film ever made (tying with بن هور (فيلم 1959) and تيتانيك (فيلم 1997)). It is also the only film in history having won Best Film awards from the جائزة الأوسكار لأفضل فيلم، جائزة البافتا لأفضل فيلم، جائزة إمباير لأفضل فيلم، جائزة غولدن غلوب لأفضل فيلم - دراما، جائزة هوغو لأفضل عمل درامي، جائزة إم تي في للأفلام لأفضل فيلم  [لغات أخرى]‏, and Saturn Awards.